# Mollā Bāqer
Mollā Bāqer (persiska: ملا باقر) är en ort i Iran.   Den ligger i provinsen Nordkhorasan, i den nordöstra delen av landet, 600 km öster om huvudstaden Teheran. Mollā Bāqer ligger 1 257 meter över havet och antalet invånare är 704.
Terrängen runt Mollā Bāqer är platt åt nordost, men åt sydväst är den kuperad. Runt Mollā Bāqer är det ganska tätbefolkat, med 75 invånare per kvadratkilometer. Närmaste större samhälle är Shīrvān, 14,4 km norr om Mollā Bāqer. Omgivningarna runt Mollā Bāqer är i huvudsak ett öppet busklandskap.